# Víkend v Aspenu
Víkend v Aspenu (v anglickém originále Asspen) je druhý díl šesté řady amerického animovaného televizního seriálu Městečko South Park. Premiéru měl 13. března 2002 na americké televizní stanici Comedy Central.

## Děj
Kluci jedou o víkendu s rodiči kamarádů do lyžařského centra v Aspenu. Zatímco jejich rodiče jsou uzavřeni s realitními makléry a jsou jim nabízeny nabídky jedna za druhou, vyrážejí kluci na sníh, kde Stan záhy pozná svého lyžařského rivala, který mu dělá naschvály a uráží ho pod přezdívkou Stan s*áč a vyzve ho k nejnebezpečnějšímu závodu na lyžích na nejnebezpečnější hoře v Aspenu, na K-13.

## Produkce
Scénář k epizodě Víkend v Aspenu napsal spoluautor seriálu Trey Parker, který ji také režíroval. Epizoda paroduje několik filmů z 80. a počátku 90. let, včetně Hot Dog... The Movie, Ski School, Ski Patrol, Aspen Extreme, Total Recall, Řbitov zvířátek a Radši umřít. Parker epizodu označil za "opravdu snadnou na napsání", protože mu stačilo napsat verzi sportovních filmů o smolařích, které epizoda parodovala." Epizoda obsahuje podzápletku, v níž se rodiče chlapců snaží vyhnout koupi timeshare od dvou mužů. Během pobytu na příběhu ve Whistleru v Britské Kolumbii byli Parker a Stone po celou dobu opakovaně obtěžováni prodejci timeshare. To posloužilo jako inspirace pro příběh.